# Bob vid olympiska vinterspelen 1948
Resultat från tävlingarna i bob vid olympiska vinterspelen 1948.

## Medaljörer
| Spel                          | Guld                                                           | Silver                                                                | Brons                                                        |
| Herrar, fyramanna Detaljer... | USA Francis Tyler Patrick Martin Edward Rimkus William D'Amico | Belgien Max Houben Freddy Mansveld Louis-Georges Niels Jacques Mouvet | USA James Bickford Thomas Hicks Donald Dupree William Dupree |
| Herrar, tvåmanna Detaljer...  | Schweiz Felix Endrich Friedrich Waller                         | Schweiz Fritz Feierabend Paul Eberhard                                | USA Frederick Fortune Schuyler Carron                        |

## Medaljtabell
| Pl. | Nation  | Guld | Silver | Brons | Totalt |
| --- | ------- | ---- | ------ | ----- | ------ |
| 1   | Schweiz | 1    | 1      | 0     | 2      |
| 2   | USA     | 1    | 0      | 2     | 3      |
| 3   | Belgien | 0    | 1      | 0     | 1      |

## Deltagande nationer
- Argentina (4)
- Belgien (5)
- Tjeckoslovakien (4)
- Frankrike (10)
- Storbritannien (10)
- Italien (10)
- Norge (8)
- Schweiz (8)
- USA (12)